# 早漏
早漏（そうろう）とは、性交時の射精に至るまでの時間が本人の意思に反して過度に短くなることをいう。対義語は遅漏。「三擦り半」ともいう。

## 概要
性交の際に、パートナーが性的に満足しないうちに男性が射精してしまうことである。英語でPEという。 一般的なの定義として「膣内に挿入後1分間射精を我慢できない状態」とも、「 挿入時間が1分以上あったとしても、ストレスを感じてしまう場合」とも言われる。女性視点で見ると「自分が満足する前に射精してしまう」と考える人も存在するが、「早漏と遅漏どちらが良いか」との問いには女性の7割が早漏を好むと答えている。
また、性機能障害の内、30%は早漏を訴えているとも言われる。また、アルフレッド・キンゼイの報告によれば、女性の75%は2分以内に射精された事がある。時として男性の性生活の充足感が低下するため、医師による治療が求められる場合もある。重度の早漏では挿入前に射精してしまうこともあり、この場合繁殖としての性行為が不可能となる。

## 原因
ほとんどの場合、男性の身体機能には問題がなく、心因性のものである。性行為の際に女性のほうが性的満足を得るのが遅いため、男性側が自然に任せて射精した場合は早漏となる。また、性行為に不慣れな場合は、男性側が自分の性欲をうまくコントロールできないため、早漏になりやすい。また、若い男性は、射精が早い傾向にある。
これらが原因であれば、特に心身には問題がないが、女性との関係に亀裂を生じる場合があるため、男性の性的悩みの一つとされている。
ただし、包茎による刺激への過敏、慢性尿道炎、前立腺の慢性的な炎症など器質的な疾患が見られる場合もある。

## 対処法
なお、ほとんどの場合において膣内射精が可能であるが、陰茎の挿入前に射精に至ってしまうケースもみられる。
- 1970年にジョンソン[9]らによって発表された「スクイーズ法」[10]が多く用いられる。陰茎が受ける刺激は膣に挿入する直前、直後が最大であり、これをこらえきる事は、早漏罹患者にとって非常に困難であるため、挿入直後速やかに膣から陰茎を抜き、パートナーの手指により亀頭を数秒間圧迫し、快楽の波が過ぎ去るのを待つ。その後性行為を再開し、射精が迫るたびに上記の事を繰り返す。射精のコントロールは側仰位が最も容易とされている[11][12]。
- 射精しそうになったら運動をやめ、収まったら再開するのを繰り返すというセマンズ法[13]（スタート・ストップ法[14]）は古くから用いられてきたが、効果には疑問が呈されている[15]。
- 麻酔効果のあるゼリーもしくは軟膏を用いることで効果が見られる場合がある[15]。
- コンドームを重ねて利用する方法[16]。しかし、この方法はコンドームが破れる危険性がある。
- あらかじめオナニーで射精しておくという対処は、いざ性交となったときに勃起しない一時的な勃起不全に見舞われることもある。また、すでに射精しているため、実際の性交時に射精できない、あるいは射精量が少なくなることがある。
- SSRI（抗うつ薬）は射精を遅らせることが示されている。SSRI（フルオキセチン、セルトラリンなど）は現在早漏に対する最も有効な治療薬とされている。しかしこれらの薬剤は神経精神的な副作用から使用は制限される。早漏に対する特異的なSSRI（ダポキセチンなど）が最近効果があることがわかり、大規模臨床試験も行われている[8][17]。
- このダポキセチンが、フィンランド、スウェーデン、オーストリア、ドイツ、イタリアとポルトガルといったヨーロッパの多くの国で早漏治療薬として認可され、世界初の錠剤型早漏治療薬として欧州ヤンセン社からプリリジー（Priligy）という商品名で処方薬として発売されている。イギリスなど他のヨーロッパの国認可されている。日本でも2012年6月から厚生労働省の許可を得て輸入されている[18]。アメリカで中等症から重症の早漏症男性を対象に12週間に渡って行われた臨床試験ではダポキセチン30mgを服用したグループは性交の際、平均2分47秒、60mgを服用したグループは平均3分19秒射精を遅らせることに成功したと報告している。また、ダポキセチンは短時間（約1時間）で最高血清中濃度に達した後、速やかに排泄される（初期血中半減期1.2時間）ため、安全性が高いとされている。プリリジーの後発医薬品としてはポゼットが販売されており、プリリジーと同じ効果効能を持つとされている。
- 他に射精を遅らせる効果のある薬剤としてはオピオイド、コカイン、ジフェンヒドラミンがある。
- 早漏防止用スプレーとして、局所麻酔薬に使われるリドカインを主成分としたリドスプレーが処方されることがある。リドスプレーを陰茎に噴霧すると、10分から20分ほどで感度が低下する。噴霧後、2時間ほど効果が持続する。
- セイヨウオトギリから抽出されたハイパフォリンの効果は、膣内射精潜伏期間と性的満足度を用いた射精反射時間で検討されている（Cannon-Smith, Kaufman, 2007）。この試験で、性交時間の延長を望みかつ勃起不全のない16人の男性被験者に性交の直前にハイパフォリンを服用させたところ平均射精時間が246±29秒から331±34秒に延長した（P<0.002）。この効果は早漏で悩んでいる人もそうでない人も同様であった。セイヨウオトギリの効果はダポキセチンのそれと似通っている。
- 2019年4月18-21日に名古屋市で開催された第107回日本泌尿器科学会総会において福元メンズヘルスクリニックの福元和彦医師が発表した「早漏に対するMEN’S TRAINING CUPによる トレーニング効果」によると、「早漏に対する治療はSSRI（セロトニン再取り込み阻害薬）やシロドシンなどの薬物治療による報告はあるが、日本国内で認可されている薬物治療はなく治療は困難である」として、「トレーニング開始前のIELT（ 腟内射精潜時）が3.80±0.34 分、PEDTスコア（早漏診断スコ ア）が12.75±0.66であったものが、（MEN’S TRAINING CUP）を用いた6週間トレーニング後のIELTは9.03±1.08 分（p<0.01）、PEDTスコアは9.70±0.97（p<0.01）と有意に改善し、PEDTに関してはすべての項目が有意差をもって改善していた」としている[19]。

## 医学的観点

### 早漏の定義
医学的には早漏（premature ejaculation, PE）は下記の何れかに分けて定義される。
1. 終生早漏 (生涯早漏, LLPE)：初体験時から常に/ほぼ常に、膣挿入前または膣挿入の1分以内に射精が起こる。
2. 後天的早漏 (AqPE)：初体験時は早漏ではなかったが、臨床的に有意な潜伏時間（膣挿入後射精までの時間）が短縮し、約3分以下で射精するようになる。

### 原因
陰茎亀頭の知覚過敏、陰部神経の反応鈍重、中枢性セロトニン作動性神経伝達の障害、勃起障害などの性的疾患の合併、前立腺炎、医薬品の副作用や離脱症状、嗜好用ドラッグ、慢性骨盤痛症候群 (CPPS)、甲状腺障害などが考えられてきた。
2024年4月、終生早漏については亀頭の体積が有意に大きいことが示された。但し、亀頭が大きいからと言って早漏であるという意味ではない。また、陰茎長や陰茎周囲長、性交時の血流や血圧については関連性は見られない。

### 診察
触診、射精潜時（Intravaginal Ejaculation Latency Time, IELT）計測、心理テストを含む調査票式検査がある。

### 治療

#### 心理・行動療法／医学的介入／教育的介入
精神力動的、システム的、行動的、認知的アプローチを統合したプログラム、スクイズ法、ストップ・スタート法などがある他、陰茎背神経を凍結または調整すること等が挙げられる。鍼治療も有効である可能性がある。

#### 薬物療法
選択的セロトニン再取り込み阻害薬や三環系抗うつ薬、オピオイド系鎮痛薬などの副作用を利用すること、局所麻酔薬により亀頭の感度を下げること、PDE5阻害薬を使用すること等が挙げられる。

## 引用文献
- Cannon-Smith, T. W., Kaufman, J.H.: Improved Ejacultory Control And Sexual Satisfaction In Pilot Study Of Men Taking Hypericum Perforatum Extract . The Internet Journal of Nutrition and Wellness. 2007. Volume 3 Number 2.